# Mallerenga cul-rogenca
La mallerenga cul-rogenca o mallerenga de ventre rogenc (Periparus rubidiventris) és una espècie d'ocell passeriforme que pertany a la família Pàrids pròpia de les muntanyes del sud d'Àsia.

## Taxonomia
Com les altres espècies del gènere Periparus, es va classificar originalment en el gènere Parus. Alguna de les subespècies anteriorment s'assignaven al seu parent occidental, la mallerenga pitnegra (Periparus rufonuchalis), fins i tot tots dos es van considerar completament coespecífics.
Actualment es reconeixen quatre subespècies:
- P. r. rubidiventris (Blyth, 1847) – es troba al sud de l'Himàlaia, al nord de l'Índia i el Nepal.
- P. r. beavani (Jerdon, 1863) – ocupa l'Himàlaia meridional, del nord-est de l'Índia i Bhutan, anteriorment classificada a l'espècie P. rufonucalis.
- P. r. whistleri (Stresemann, 1931)– s'estén des de l'extrem sud-oriental de l'Himàlaia a les muntanyes de l'est de l'altiplà tibetà, a la Xina, i les muntanyes de Birmània. En el passat s'incloïa a beavani.[5]
- P. r. saramatii (Ripley, 1961) – localitzat al nord-oest de Birmània.

## Distribució i hàbitat

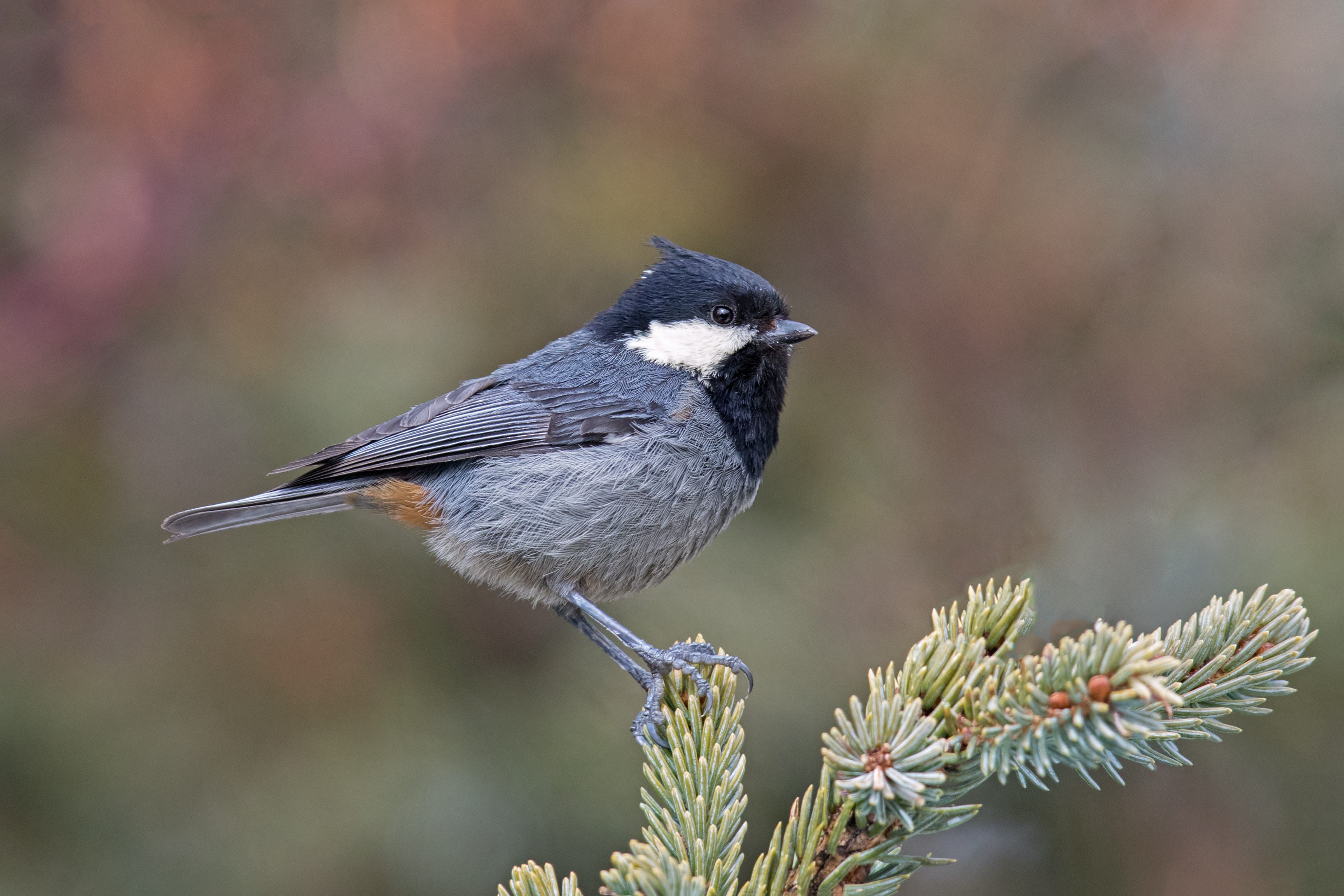
Prefectura autònoma tibetana de Garze, Sichuan.

És un ocell nadiu de l'Himàlaia i les muntanyes limítrofes a l'est d'ell, distribuït per Bhutan, Birmània, Xina, el Pakistan, Índia i Nepal.
L'hàbitat natural són els boscos de muntanya. A Bhutan per exemple, P. r. beavani és un ocell sedentari dels boscos humits d'avet de Bhutan (Abies densa), entre els 3.000 i 4.000 msnm aproximadament, on és un ocell força comú.